# Тагларська печера
Тагларська печера (азерб. Tağlar mağarası, вірм. Թաղլար քարանձավը) — печера, де жила людина кам'яної доби (епохи мустьє). Виявлені там мустьєрські знаряддя належать до іншої культури, що нагадує типове мустьє. Природна печера, що була місцем проживання найдавніших людей протягом 50—55 тисяч років. Назва печери походить від назви села, неподалік від якого вона лежить. Тагларська печера, так само, як Азиська печера, входить до списку об'єктів, що охороняються ЮНЕСКО[джерело?].

## Географія
Розташована в Нагірному Карабасі на півдні села Мец Тахлар/Бьоюк Таглар, на лівому березі річки Куручай поблизу міста Шуша і за 3 км від Азиської печери. Ця печера утворена у верхньоюрських, інакше кажучи, титонських вапняках. Складається з трьох гротів, два з яких належать до періоду культури Мустьє (середній палеоліт), а третій — до періоду верхнього палеоліту.
Також тут виявлено шість культурних шарів: у першому шарі знайдено уламки посуду епох середньовіччя, бронзи та енеоліту; в 2—6 шарах знайдено предмети побуту культури епохи Мустьє.

## Археологічні дослідження
У 1960 році на південний схід Кавказу спрямували розвідувальну палеолітичну експедицію Інституту історії Академії Наук Азербайджанської Радянської Соціалістичної Республіки. Її результатом стало виявлення Азиської і Тагларської печер.
Від 1963 року в печері велися археологічні розкопки і виявлено понад 7 тис. кам'яних знарядь і більш як 2 тис. кісток тварин. Після першого шару виявлено глиняний посуд середньовіччя, бронзової доби й енеоліту. В межах же 2—6 шарів виявлено зразки мустьєрської культури. В інвентарі печери виявлено численні заготовки для виготовлення знарядь, червоного, чорного, коричневого, сірого, білого кольорів і різних відтінків. Керував розкопками печери М. М. Гусейнов.
У 1976 році під час Ленінградської експедиції на території печери проведено зачищення опорних розрізів.
Після проведення аналізу кісткових залишків з'ясовано, що основними об'єктами полювання були благородний олень і безоаровий козел. Основу фауни стоянки складають ссавці: рукокрилі, зайцеподібні, гризуни, хижі, копитні.
Також тут виявлено прикраси з дерева різних кольорів, знаряддя праці доби верхнього палеоліту і мезоліту, зброю.
В рамках міжнародної програми INTAS-2000 європейські вчені, у тому числі професор Анрі де Люмле, у вересні-жовтні 2002 року провели наукові дослідження археологічних, палеонтологічних та палеоантропологічних знахідок багатошарових печер Таглар та інших палеолітичних печер в Азербайджані.
Матеріальні та культурні предмети, знайдені в печері Таглар, виставлялись у 1981 році в Музеї людини в Парижі.